# 宏仁醫院
宏仁醫院位於四川省內江市資中縣，文物遺址年代判定為1908年。2012年7月16日公佈為第八批四川省文物保護單位。
宏仁醫院位於四川省內江市資中縣重龍鎮迎賓街，資中人民醫院駐地。宏仁醫院建於1908年，是由美國的一位女工程師設計，美國人修建。1913年曾在此創建進德女子中學，中共建政後改為資中人民醫院。該建築坐東北向西南，四合院佈局。現存建築有民主樓、解放樓、和平樓、真理樓、新華樓。占地面積2536平方米，建築面積1897平方米。樓牌是中西式結合的建築，青石牆，木板樓，木格窗，房頂小閣樓，屋底地下室，牆間壁櫥、壁爐，翼角梁脊，廊道台梯。其建築特點是：或石木結構，或磚石、木結構，樓板均用木板鋪成，屋頂清一色青瓦屋面，飛簷翹角，仿西方建築在屋頂中部修有小閣樓，室內建有壁爐等設施，屋底建有地下室、防火井，是一座融合了中西建築風格獨具特色的建築群。1988年，宏仁醫院被資中縣人民政府公佈為縣級文物保護單位。